# Schlacht von Guiling
Lize – Guiling – Maling – Changping
Die Schlacht von Guiling (chinesisch 桂陵之戰 / 桂陵之战, Pinyin Guìlíng zhī zhàn) wurden zwischen den Staaten Qi und Wei in der Zeit der Streitenden Reiche ausgetragen. 354 v. Chr. belagerte eine Armee von Wei die Hauptstadt des Staates Zhao, Handan. Die lange Belagerung der Stadt konnte erst ein Jahr später durch die Unterstützung des Staates Qi aufgehoben werden. Die Qi-Generäle Tian Ji und Sun Bin griffen die Hauptstadt des Staates Wei, Daliang, an um den Abbruch der Belagerung von Handan durch die Elite-Truppen der Wei zu erzwingen. Der Befehlshaber der Belagerungsarmee Pang Juan marschierte daraufhin mit seinen Truppen nach Daliang, um diese zu entsetzen. Auf dem Weg dorthin geriet er jedoch in einen Hinterhalt Suns, wurde mit seiner Armee geschlagen und geriet selbst in Gefangenschaft.
Die Schlacht bildet die Grundlage für den chinesischen Ausspruch „Belagere Wei um Zhao zu retten“ (圍魏救趙 / 围魏救赵,  wéiwèi-jiùzhào), der auch in den 36 Strategemen aufgezeichnet ist.